# Kubánmelléki járás

A Kubánmelléki járás Karacsáj- és Cserkeszföldön

A Kubánmelléki járás (oroszul Прикубанский район, karacsáj nyelven Къобан район) Oroszország egyik járása Karacsáj- és Cserkeszföldön. Székhelye Kavkazszkij.

## Népesség
- 1989-ben 32 693 lakosa volt.
- 2002-ben 35 547 lakosa volt, melyből 19 983 karacsáj (56,2%), 6 576 orosz (18,5%), 6 124 abaz (17,2%), 783 cserkesz, 209 nogaj, 183 ukrán, 33 görög, 31 oszét.
- 2010-ben 29 343 lakosa volt, melyből 22 094 karacsáj (75,7%), 5 175 orosz (17,7%), 186 abaz, 183 cserkesz, 135 nogaj.

Az abaz nemzetiségű falvakat az Abaza járáshoz csatolták. Ezzel magyarázható a járás nemzetiségi összetételének a megváltozása.